# عملية بن عمي

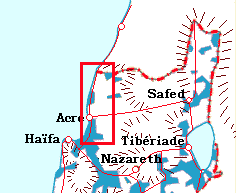

كانت عملية بن عمي واحدة من آخر العمليات التي أطلقتها الهاغاناه قبل نهاية الانتداب البريطاني. كانت المرحلة الأولى من هذه العملية هي الاستيلاء على عكا. وبعد أسبوع، تم الاستيلاء على أربع قرى شرق وشمال عكا.

## خلفية
بعد سقوط يافا و‌حيفا كانت المدن العربية الوحيدة المتبقية التي يمكنها الوصول إلى البحر الأبيض المتوسط هي غزة (توضيح) وعكا. كانت عكا مكتظة باللاجئين من حيفا التي تم احتلالها قبل ثلاثة أسابيع. وكان هناك تفشي للتيفوئيد في عكا في الأسبوع الأول من مايو.

## العملية

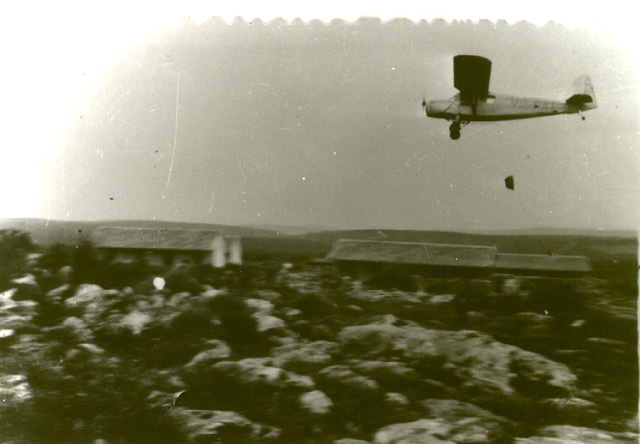
إسقاط الإمدادات جوا إلى يحيام، 1948

نفذ العملية لواء كرملي بقيادة موشيه كرمل. وقد حدث ذلك في الأراضي المخصصة للدولة العربية في خطة الأمم المتحدة لتقسيم فلسطين لعام 1947، والتي رفضها القادة والحكومات العربية التي أشارت إلى عدم الرغبة في قبول أي شكل من أشكال تقسيم الأراضي. تم قبول الخطة من قبل اليشوب، باستثناء هوامشها. بدأت العملية في 13 مايو 1948 مع الاستيلاء على القرى شرق عكا التي قطعت البلدة عن الداخل. وفي ليلة 16-17 مايو، أطلق وابل من قذائف الهاون على البلدة واستسلمت في الليلة التالية. تم إطلاق المرحلة الثانية في 20 مايو. وجاء في الأمر العملياتي الذي أصدره كارمل في 19 مايو ما يلي: «الهجوم من أجل الغزو، والقتل بين الرجال، وتدمير القرى وحرقها...». وتعرضت إحدى القرى التي تم الاستيلاء عليها، وهي قرية الكابري، لمعاملة قاسية بشكل خاص بسبب تورط القرويين في تدمير قافلة قبل شهرين. وشارك لواء كارملي في عملية أخرى في المنطقة في 11 يوليو عندما استولى على قرية البروة. وبعد عشرة أيام، استعادت مجموعة من حوالي 200 قروي القرية وبقيت هناك لمدة يومين إلى أن انسحبوا، بناء على نصيحة من جيش الإنقاذ العربي، واستعاد الجيش الإسرائيلي المنشأ حديثا القرية.

## اعقاب
بقي حوالي 5,000-6,000 فلسطيني في عكا بعد احتلالها – أكثر مما بقي في حيفا أو يافا. السكان الذين بقوا في القرى، ومعظمهم من كبار السن أو المسيحيين، تجمعوا معا في المزرعة. معظم السكان إما فروا إلى لبنان أو إلى الداخل إلى الناصرة. تم تفجير معظم المباني في القرى بشكل منهجي.

## القرى العربية التي تم الاستيلاء عليها خلال عملية بن - عمي
| اسم      | تاريخ         | القوات المدافعة      | اللواء                    | السكان |
| -------- | ------------- | -------------------- | ------------------------- | ------ |
| الزيب    | 13 مايو 1948  | ميليشيا (35-40 رجلاً) | لواء كارملي               | 1,910  |
| البصة    | 14 مايو 1948  | ميليشيا              | الهاغاناه إنزال من البحر  | 2,950  |
| المنشية  | 14 مايو 1948  | ميليشيا              | لواء كارملي               | 810    |
| السميرية | 14 مايو 1948  | ميليشيا (35 رجلاً)    | لواء كارملي عن طريق البحر | 760    |
| التل     | 20 مايو 1948  | n/a                  | n/a                       | 300    |
| أم الفرج | 20 مايو 1948  | غ/م                  | لواء كارملي               | 800    |
| الكابري  | 20 مايو 1948  | غ/م                  | لواء كارملي               | 5,360  |
| الغابسية | 20 مايو 1948  | ميليشيا (20 رجلاًً)    | لواء كارملي               | 1,240  |
| البروة   | 11 يونيو 1948 | القرويين             | لواء كارملي               | 1,460  |

## حواشي
1. ↑  Morris, p. 109.
2. Benny Morris (2008). 1948: a history of the first Arab-Israeli war. Yale University Press. ص. 73. ISBN:9780300126969. مؤرشف من الأصل في 2022-04-17. اطلع عليه بتاريخ 2013-07-24. "p73 All paid lip service to Arab unity and the Palestine Arab cause, and all opposed partition... ;  p. 396 The immediate trigger of the 1948 War was the November 1947 UN partition resolution. …  The Palestinian Arabs, along with the rest of the Arab world, said a flat "no"… The Arabs refused to accept the establishment of a Jewish state in any part of Palestine. And, consistently with that "no," the Palestinian Arabs, in November–December 1947, and the Arab states in May 1948, launched hostilities to scupper the resolution's implementation ;  p. 409 The mindset characterized both the public and the ruling elites. All vilified the Yishuv and opposed the existence of a Jewish state on "their" (sacred Islamic) soil, and all sought its extirpation, albeit with varying degrees of bloody-mindedness. Shouts of "Idbah al Yahud" (slaughter the Jews) characterized equally street demonstrations in Jaffa, Cairo, Damascus, and Baghdad both before and during the war and were, in essence, echoed, usually in tamer language, by most Arab leaders.  "
3. Benny Morris (2008). 1948: a history of the first Arab-Israeli war. Yale University Press. ص. 66, 67, 72. ISBN:9780300126969. مؤرشف من الأصل في 2023-11-18. اطلع عليه بتاريخ 2013-07-24.  p.66, at 1946 "The League demanded independence for Palestine as a "unitary" state, with an Arab majority and minority rights for the Jews." ; p.67, at 1947 "The League's Political Committee met in Sofar, Lebanon, on 16–19 September, and urged the Palestine Arabs to fight partition, which it called "aggression," "without mercy." The League promised them, in line with Bludan, assistance "in manpower, money and equipment" should the United Nations endorse partition." ;  p. 72, at Dec 1947 "The League vowed, in very general language, "to try to stymie the partition plan and prevent the establishment of a Jewish state in Palestine
4. Benny Morris (2008). 1948: a history of the first Arab-Israeli war. Yale University Press. ص. 75. ISBN:9780300126969. مؤرشف من الأصل في 2023-11-18. اطلع عليه بتاريخ 2013-07-24. " p. 75 The night of 29–30 November passed in the Yishuv's settlements in noisy public rejoicing. Most had sat glued to their radio sets broadcasting live from Flushing Meadow. A collective cry of joy went up when the two-thirds mark was achieved: a state had been sanctioned by the international community.  ;  p. 396 The immediate trigger of the 1948 War was the November 1947 UN partition resolution. The Zionist movement, except for its fringes, accepted the proposal."

## ثبت مرجعي
- وليد الخالدي، All That Remains, (ردمك 0-88728-224-5).
- بيني موريس، The Birth of the Palestinian refugee problem, 1947–1949, (ردمك 0-521-33028-9).